# Rosatom

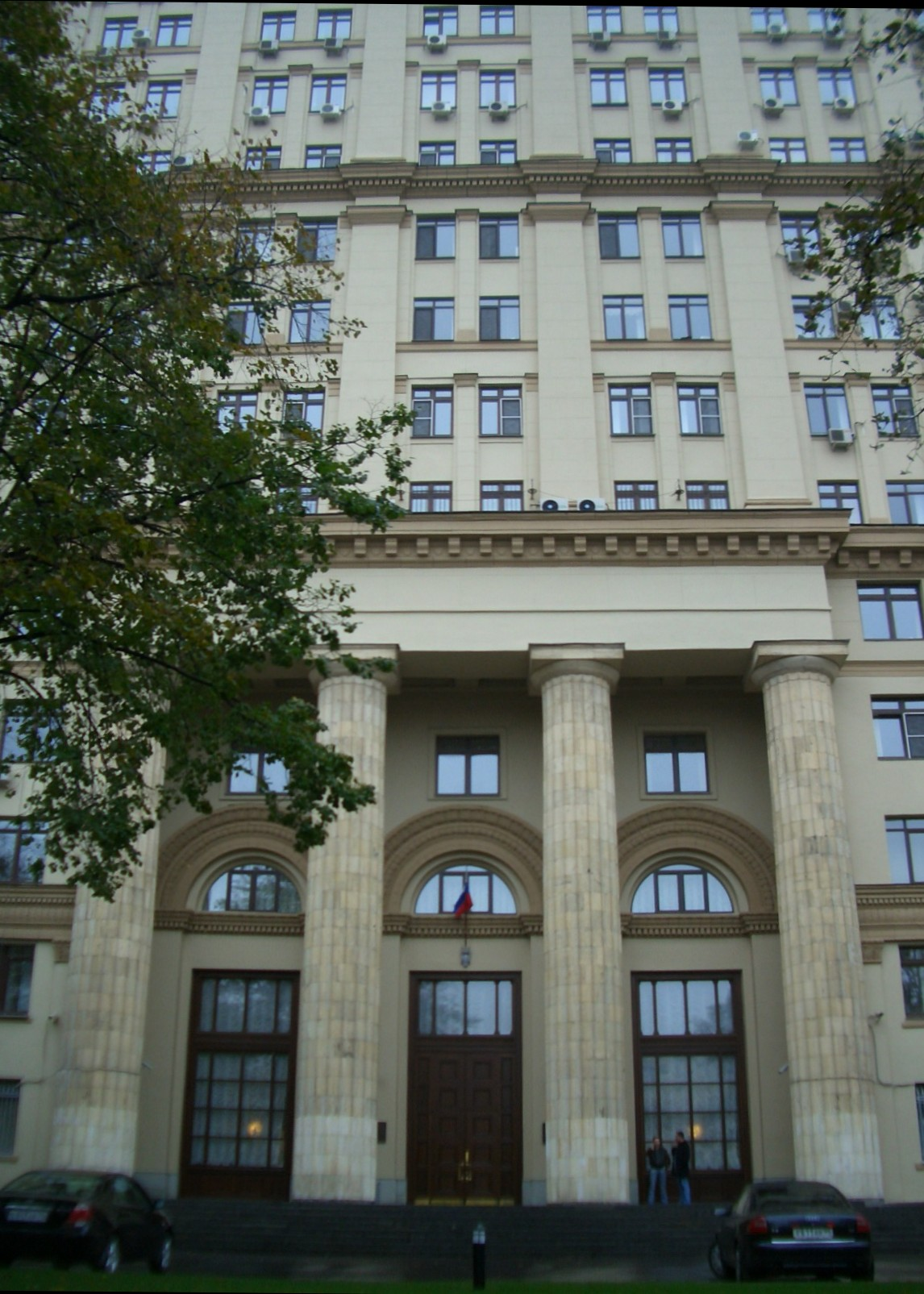
Huvudkontoret i Moskva

Rosatom är ett ryskt statligt bolag, som har hand om den ryska kärnkraftindustrin. Dess uppgifter motsvarar Statens kärnkraftinspektion i Sverige. Huvudkontoret ligger i Moskva.